# Будинок 3: Шоу жахів
Будинок 3: Шоу жахів (англ. The Horror Show) — американський фільм жахів, режисера Джеймса Ісаака.

## Сюжет
Вбивця, страчений на електричному стільці, містичним чином оживає і мстить сім'ї поліцейського, який заарештував його. Їх сни перетворюються на моторошні кошмари…

## У ролях
- Ленс Генріксен — детектив Лукас МакКарті
- Брайон Джеймс — Макс Дженкі
- Ріта Таггарт — Донна Маккарті
- Діді Пфайфер — Бонні Маккарті
- Арон Ейзенберг — Скотт Маккарті
- Том Брей — Пітер Кемпбелл
- Метт Кларк — доктор Товер
- Девід Олівер — Вінні
- Террі Александр — Кейсі
- Льюіс Аркетт — лейтенант Міллер
- Лоуренс Тірні — начальник в'язниці
- Елві Мур — комівояжер
- Зейн В. Левітт — екзекутор
- Мішель Діллон — маленька дівчинка